# Großsteingräber von Gnewitz

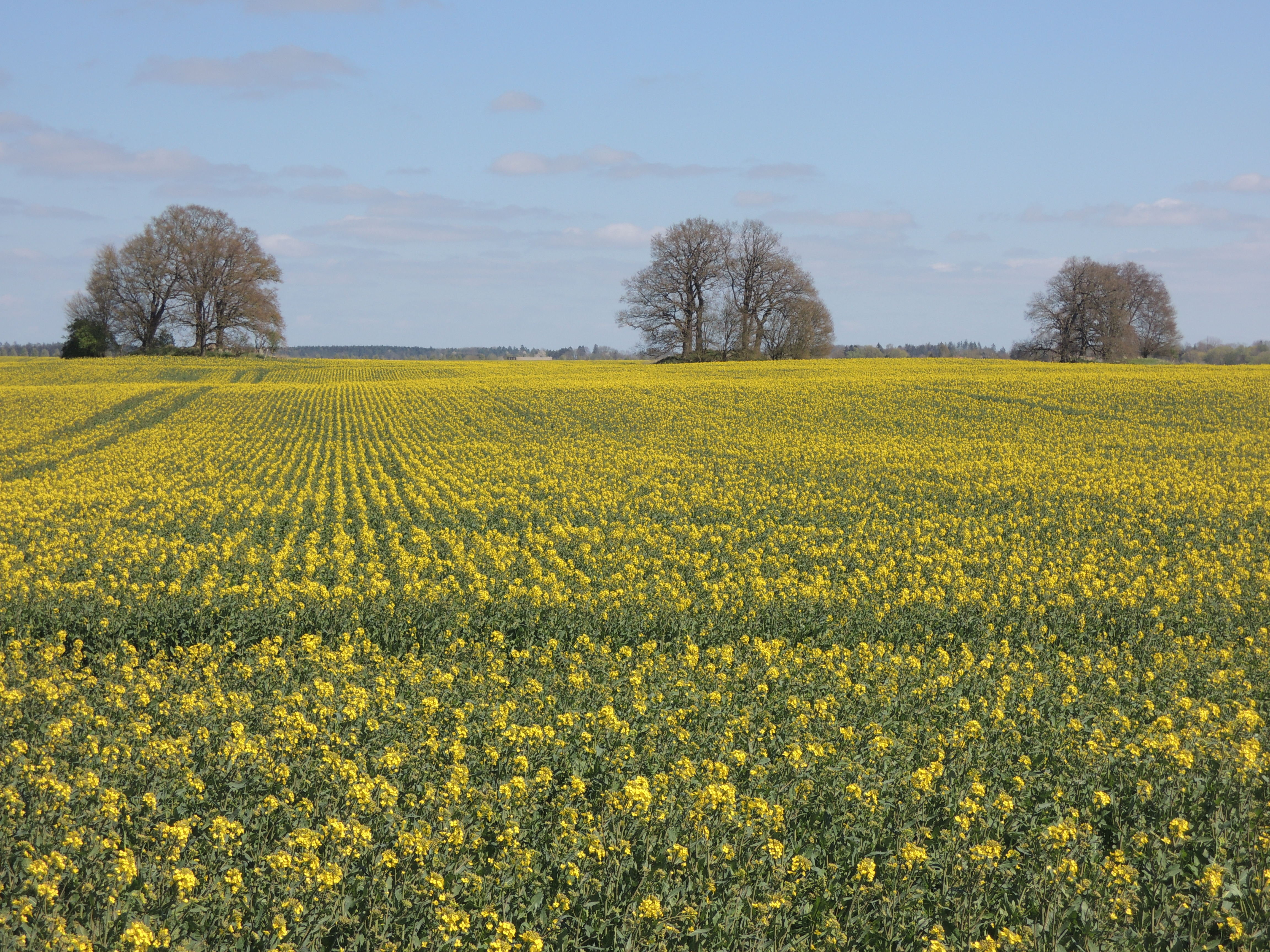
Anlagen 1 bis 4 im Baumbestand verborgen

Die sechs erhaltenen der einst neun Großsteingräber von Gnewitz befinden sich in zwei Feldern südöstlich von Gnewitz, in Tessin im Landkreis Rostock in Mecklenburg-Vorpommern. Die Anlagen 1 bis 4 liegen in einer Reihe östlich eines Feldweges, die Anlagen 5 und 6 liegen westlich. Drei sind Ganggräber mit den Sprockhoff-Nrn. 350 bis 352. Die übrigen drei (zwei erweiterte Dolmen, ein Ganggrab und ein Hünenbett ohne Kammer) sind neolithische Megalithanlagen ohne Spr.-Nr. Alle entstanden zwischen 3500 und 2800 v. Chr. als Anlagen der Trichterbecherkultur (TBK). „Neolithische Monumente sind Ausdruck der Kultur und Ideologie jungsteinzeitlicher Gesellschaften. Ihre Entstehung und Funktion gelten als Kennzeichen der sozialen Entwicklung“. Das Ganggrab ist eine Bauform jungsteinzeitlicher Megalithanlagen, die aus einer Kammer und einem baulich abgesetzten, lateralen Gang besteht. Diese Form ist primär in Dänemark, Deutschland und Skandinavien, sowie vereinzelt in Frankreich und den Niederlanden zu finden.

## Gnewitz 1 (Spr.-Nr. 350)

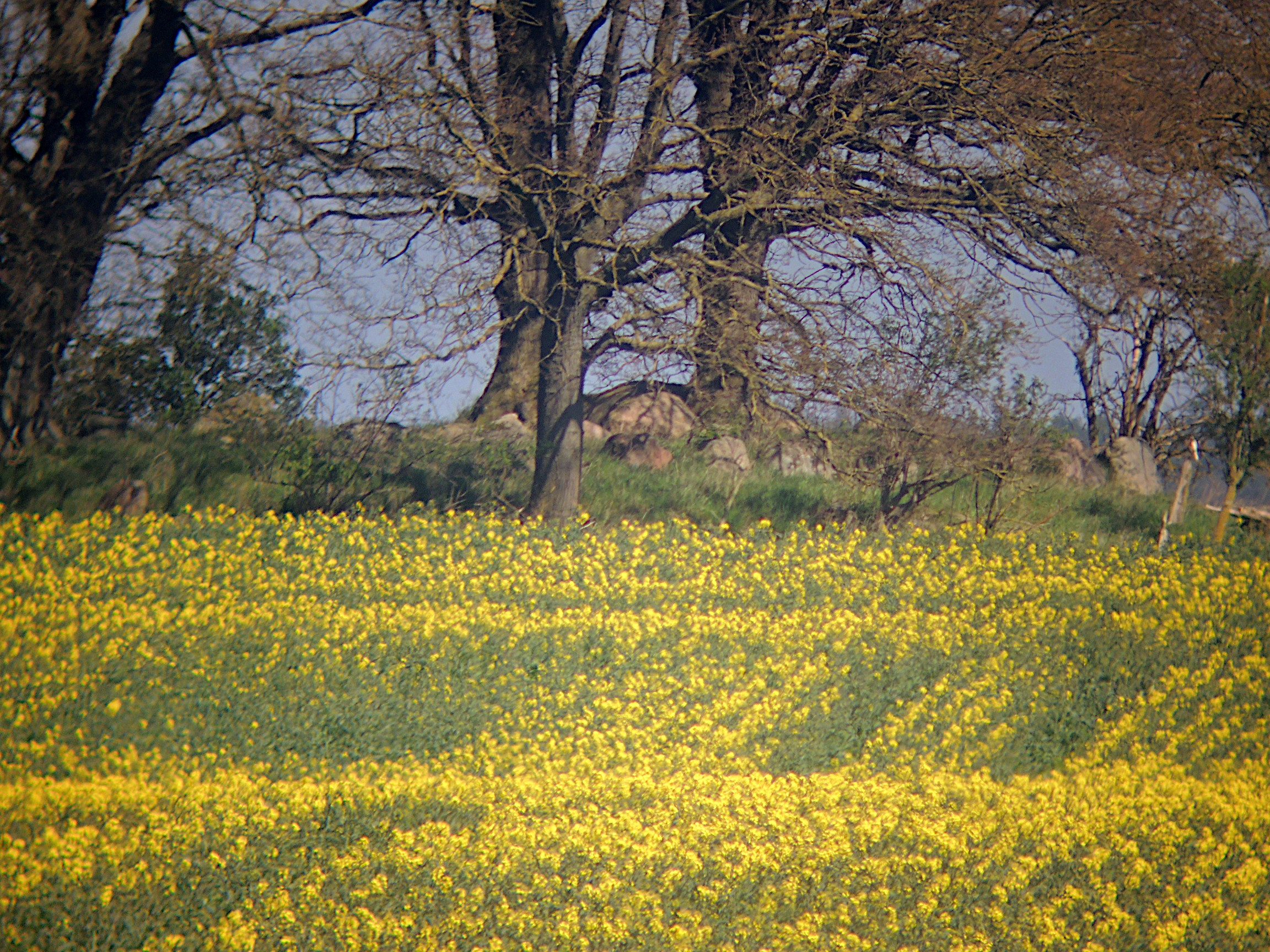
Gnewitz 1

Vom Weg aus gesehen ist dieses ost-west orientierte Ganggrab im Hünenbett das erste der vier östlichen Anlagen. Die acht Meter lange Kammer liegt in einer etwa 20 m langen, noch halbwegs vollständigen Einfassung (29 erhalten - 12 ausgegangen) der Länge und Breite nach nahezu mittig. Von der beidseitig apsidenartig endenden Kammer sind noch alle Trag- sowie drei vollständige und ein halber Deckstein vorhanden (von fünf). Auf ihm wurden von Ewald Schuldt auch 13 Schälchen gefunden. Die 1,5 m hohe, etwa 8,0 m lange und 2,0 m breite Kammer ist in fünf Quartiere unterteilt. Die Diele aus Rollsteinen, Rotsandsteinplatten, geglühtem Feuerstein und einem Lehmestrich. Im Süden schließt der etwa drei Meter langer, weitgehend erhaltener Gang an.
Die 1965 von Ewald Schuldt durchgeführte archäologische Untersuchung ergab, dass die Anlage durch die Träger der Einzelgrab- und der Kugelamphorenkultur nachgenutzt worden ist. Neben Knochen und Holzkohle und 315 Scherben fanden sich 42 Klingen, 35 Querschneider, 29 Bernsteinperlen (davon 13 doppelaxtförmig), sechs doppelkonische Gefäße, fünf Trichterschalen, vier Schlagsteine, je drei Bohrer, dicknackige Beile, Klingenkratzer und Schmalmeißel, je zwei Flachbeile, Schaber, Schultergefäße, weitmündige Gefäße, sowie ein Hohlmeißel. Abschläge in großer Zahl fand man an einem Deckstein des Ganggrabes. Keiner ist retuschiert, sie stellen also Schlagabfall dar.

## Gnewitz 2 (Spr.-Nr. 351)

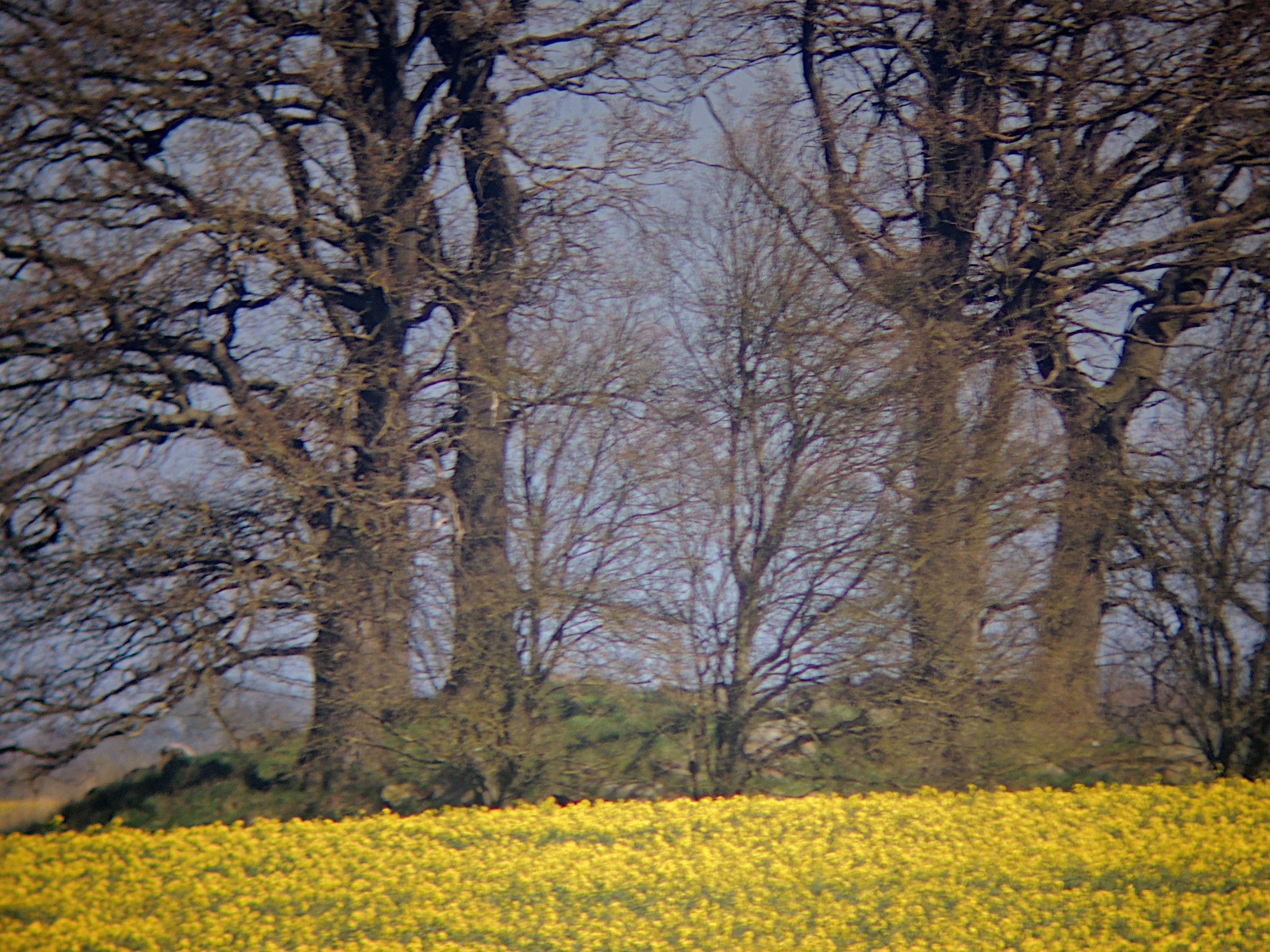
Gnewitz 2

Vom Weg aus gesehen ist dieses ost-west orientierte Ganggrab im Hünenbett das zweite der vier östlichen Anlagen. Die acht Meter lange Kammer liegt in einer über 20 m langen, noch halbwegs vollständigen Einfassung (fünf Steine fehlen) der Länge nach stark nach Osten versetzt. Von der beidseitig apsidenartig endenden 1,2 m hohen und etwa 2,0 m breiten Kammer sind noch alle Tragsteine vorhanden. Von den fünf Decksteinen liegen zwei in der Kammer und drei neben der östlichen Schmalseite. Die Diele aus Rollsteinen, geglühtem Feuerstein und einem Lehmestrich ist in fünf Quartiere unterteilt. Im Süden schließt der etwa drei Meter lange, nahezu vollständige Gang an. Die Anlage wurde 1965 von E. Schuldt ausgegraben und restauriert.
Neben Knochen, Holzkohle und fünf Scherben fanden sich 33 Bernsteinperlen (davon 12 doppelaxtförmig), 14 Querschneider, sieben Klingen, drei Flachbeile, sowie ein Schmalmeißel und ein Eberhauer.

## Gnewitz 3 (Spr.-Nr: 352)

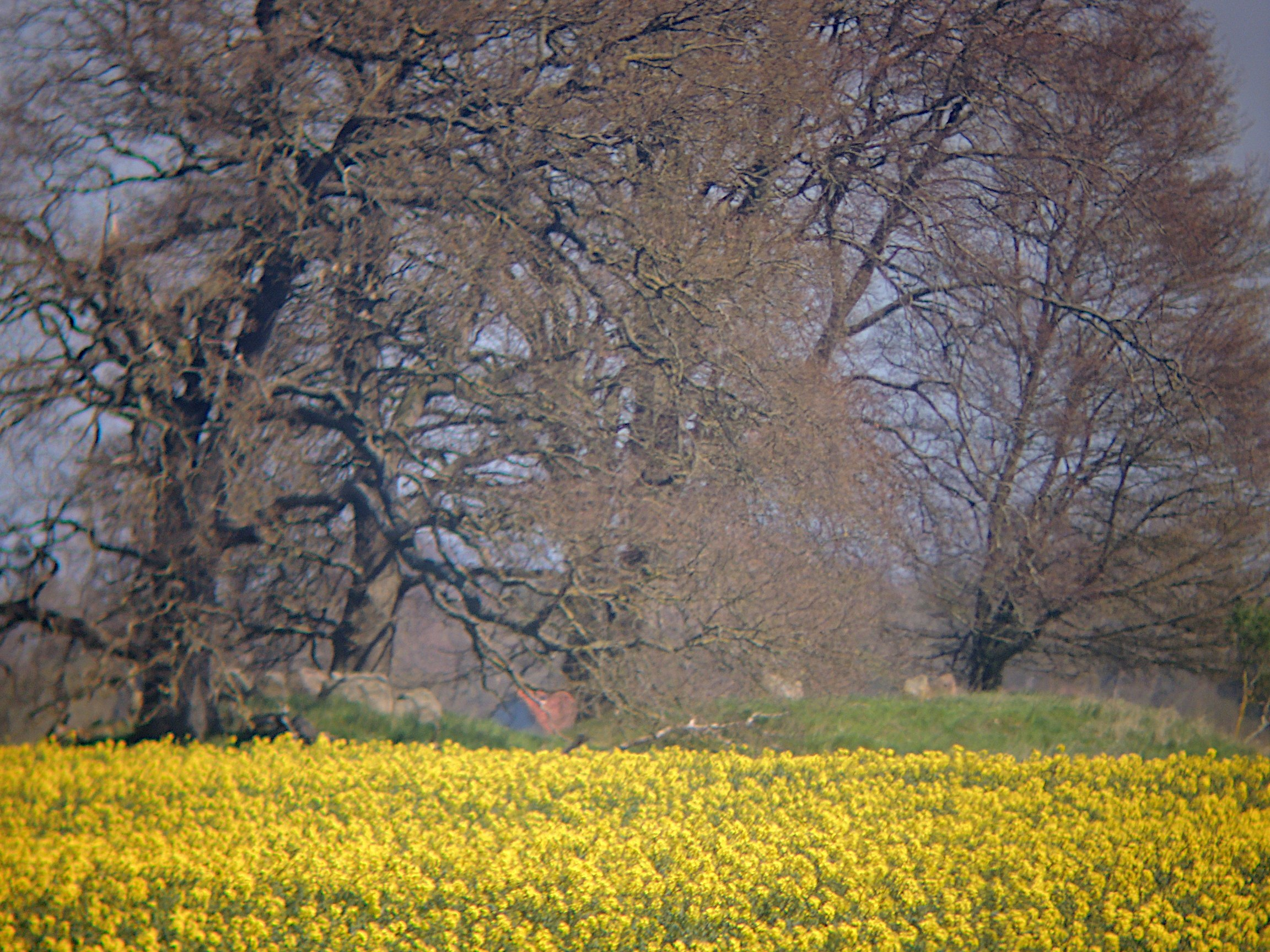
Gnewitz 3 (links) und 4

Vom Weg aus gesehen ist dieses nordwest-südost orientierte Ganggrab im Rollsteinhügel das dritte der vier östlichen Anlagen. Von der Anlage sind lediglich fünf Tragsteine, (einer stark nach außen verkippt) sowie ein abseits liegender, vermutlicher Deckstein erhalten. Die Kammer war etwa sechs Meter lang, 1,3 m hoch und 2,0 m breit. Die Diele besteht aus Rollsteinen, geglühtem Feuerstein und einem Lehmestrich. Im Südwesten schließt der etwa drei Meter lange Gang an.
Die Anlage wurde 1965 von E. Schuldt ausgegraben und restauriert. Die archäologische Untersuchung ergab, dass die Anlage durch die Träger der Einzelgrabkultur und der Kugelamphorenkultur nachgenutzt worden ist. Neben Knochen, Holzkohle und 45 Scherben fanden sich 18 Klingen, 24 Querschneider, sieben Bernsteinperlen (davon eine doppelaxtförmig), fünf Schlagsteine, je zwei Einzelgrabbecher, Hohl- und Schmalmeißel sowie jeweils ein Stück dicknackiges Beil, Bohrer, Kugelamphore, Trichterschale, tonnenförmiges und doppelkonisches Gefäß.

## Gnewitz 4 (ohne Spr.-Nr.)
Vom Weg aus gesehen ist dieses ost-west orientierte „Hünenbett ohne Kammer“ das letzte der vier östlichen Anlagen. Es etwa 30 m hinter Gnewitz 3 auf derselben Bauminsel. Die gestörte rechteckige Einfassung der Anlage konnte auf ehemals etwa 20 m Länge und fünf Meter Breite rekonstruiert werden. 14 der ursprünglich 33 Randsteine sind erhalten. Bei der 1965 erfolgten Ausgrabung durch Ewald Schuldt wurde zentral innerhalb der Einfassung ein Erdgrab gefunden, bei dem um den in gestreckter Lage niedergelegten Toten eine etwa 2,6 m lange und 1,2 m breite ovale, wannenartige Schichtung aus zumeist kopfgroßen Rollsteinen und einem Megalithen gepackt war. Die Schichtung liegt anders als beim Hünenbett ohne Kammer von Rothenmoor 1, nur teilweise in den gewachsenen Boden eingetieft. Sie wurde wahrscheinlich mit Holz abgedeckt und mit Erde überschüttet. Die Oberfläche des Bettes erhielt einen Mantel aus kleinen Feldsteinen in zum Teil mehrschichtiger Lage. An Funden kamen lediglich eine Amphore, eine Pfeilspitze mit Schaft und ein Trichterbecher zutage.

## Gnewitz 5 (ohne Spr.-Nr.)
Vom Weg aus gesehen ist diese nordwest-südost orientierte Anlage im kleinen runden Rollsteinhügel vom Typ „erweiterter Dolmen“, die letzte der beiden westlichen Anlagen. Von dieser trapezoiden Anlage sind die Tragsteine der Längsseiten (Ostseite komplett), der einzige Endstein ein Deckstein und mehrere Teile des Zugangs erhalten. Die Kammer ist etwa 2,8 m lang, 1,0 m hoch und 1,5 - 1,0 m breit. Die Diele besteht aus Rollsteinen und hat ein Quartier. Im Südosten schließt der etwa 0,7 m lange axiale Gang aus vier Tragsteinen und einem erhaltenen Deckstein an.
Die Anlage wurde 1965 von E. Schuldt ausgegraben. Die archäologische Untersuchung ergab, dass die Anlage durch die Träger der Einzelgrabkultur nachgenutzt wurde. Neben 44 Scherben fanden sich neun Klingen, drei Querschneider, zwei doppelaxtförmige Bernsteinperlen, ein Schlagstein, ein Schmalmeißel, ein Flachbeil, eine Pfeilspitze, eine Feuersteinsäge und ein Schultergefäß.

## Gnewitz 6 (ohne Spr.-Nr.)

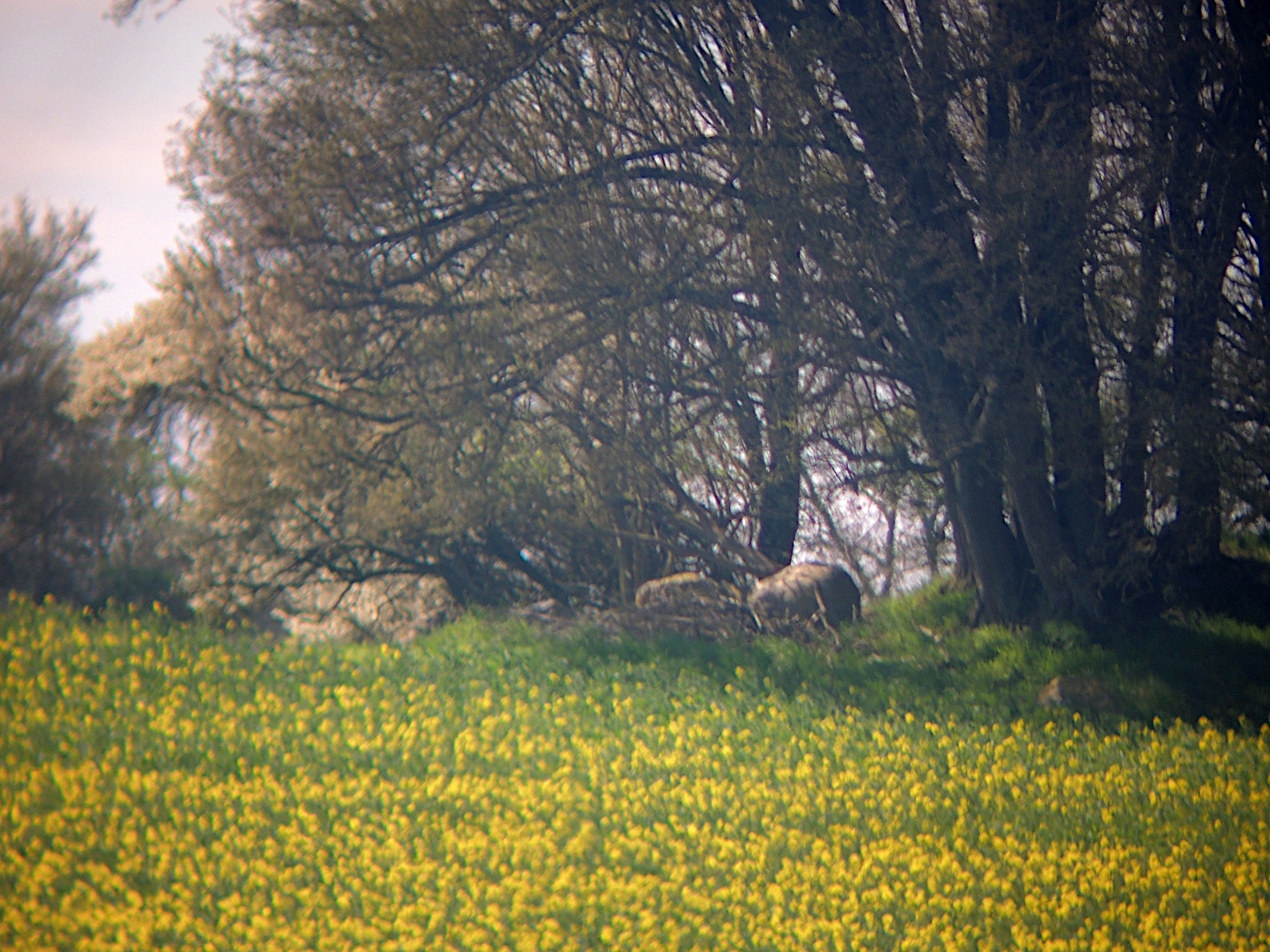
Gnewitz 6

Auf dem bewachsenen Hügel befinden sich noch einige Steine, die aber keinerlei Strukturen erkennen lassen. Die Anlage ist die vordere der beiden westlich des Weges liegenden.